# Lago di Poschiavo

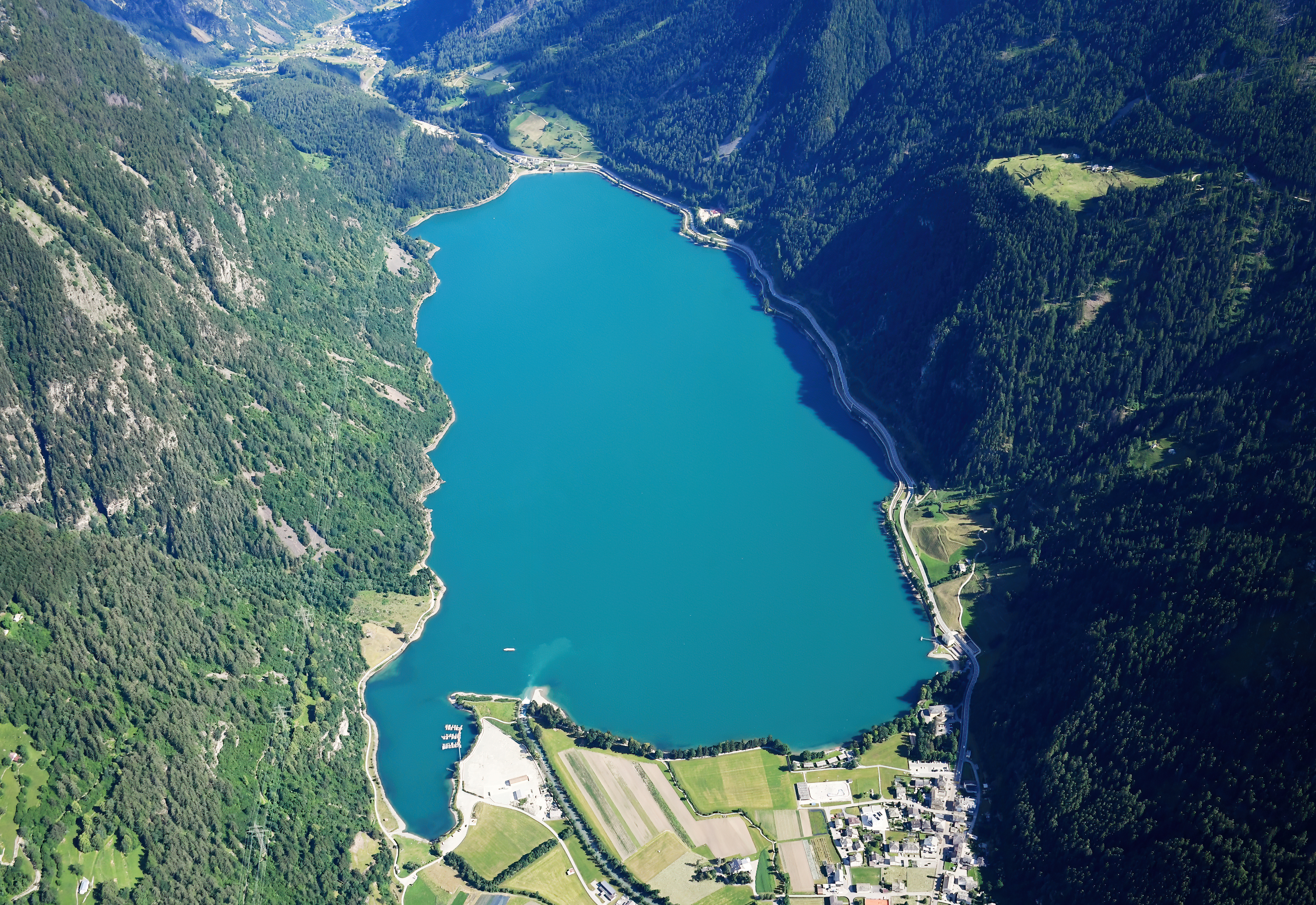
Lago di Poschiavo

Lago di Poschiavo är en sjö i Val Poschiavo i Graubünden i Schweiz. Den ligger centralt i dalen och ligger mellan byarna Le Prese och Miralago.